# Ludmila Christeseva

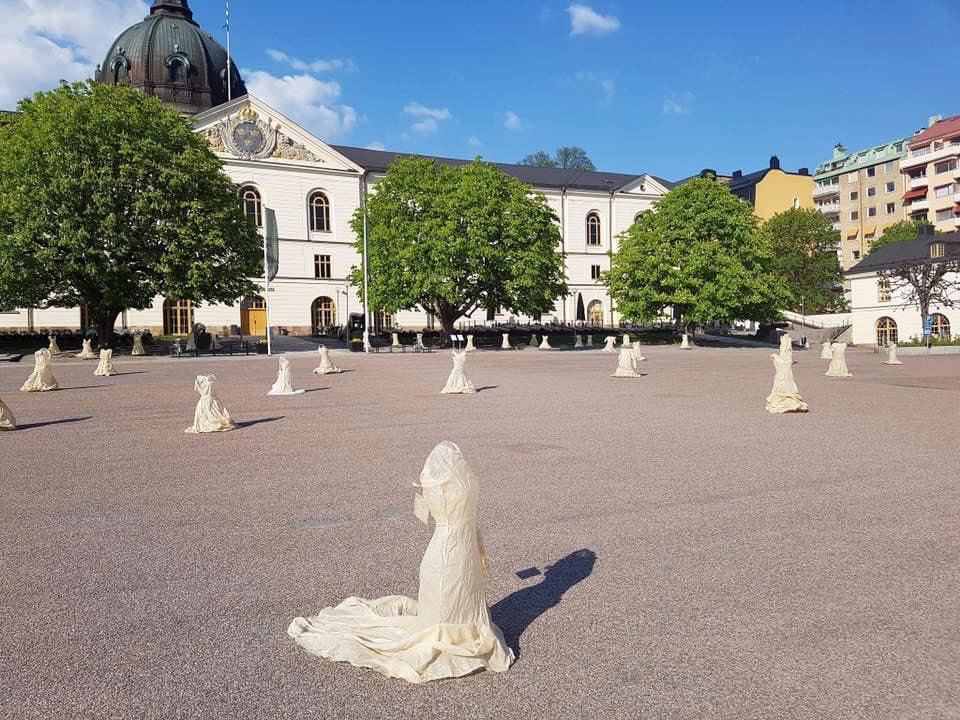
Utställning "KRIGET HAR INGET KVINNLIGT ANSIKTE" på Armémuseum i Stockholm, 2016.

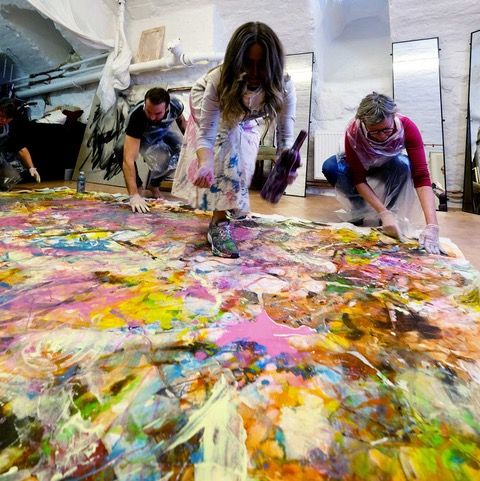
"My canvas is your stage” med Astrid Wildner Wybert, 9.10.2021. Artten Gallery

Ludmila Christeseva, aktiv under namnet L. Christeseva och född 1978 i Mahiljoŭ i Belarus, är en svensk konstnär med belarusiska rötter. Hon är bosatt i Stockholm sedan 2001 där hon har sin ateljé Artten. Hon deltar aktivt i olika konstprojekt och utställningar både i Sverige och internationellt. I sitt arbete fokuserar hon på genus, identitet och representationsfrågor inom olika kulturer. Efter att tagit sin MFA på Vitebsks statliga tekniska universitet inom konst och textildesign i Belarus 2001 flyttade hon till Sverige och anslöt sig till den svenske designern Lars Wallins kreativa team. 
Christeseva har en tvåårig masterexamen från Stockholms Universitet inom modevetenskap och har läst en ettårig post master-utbildning på Konstfack, vilket väckte hennes interdisciplinära tillvägagångssätt att skapa. Hennes utställning ”Sustainidentity” om feminitet i olika kulturer har visats i Kazakstan (2015) och Belarus (2016) med stöd av Sveriges lokala diplomatiska beskickningar. Christesevas skulpturer gjorda av toiler, som är prototyper av haute couture-skapelser, har visats bland annat på Armémuseum (2016), den amerikanska ambassadörens residens i Diplomatstaden i Stockholm (2016), Nordiska museet (2017-2018), och på  Rosendals trädgård (2018). 
År 2017 producerade Christeseva utställningen ”Ingmar Bergman and his legacy in fashion and art” för Svenska institutet som visades under Bergmans jubileumsår i samarbete med Sveriges ambassader och olika museer samt konsthallar i världen. Sommaren 2018 var Christeseva inbjuden av Bergmancenter på Fårö för att visa sitt senaste projekt ”Den obesegrade kvinnligheten” i vilket hon utforskar relationen mellan Ingmar Bergman och kvinnlighet som både konstruktion och essentialism. 
Hon är initiativtagare till och producent för HeForShe Arts Week i Stockholm för UN Women Sverige. I samband med Stockholm Fashion Week hösten 2018 lanserade hon sitt nya projekt ”Fashion Speaks” som visade oranga toiler på olika platser i Stockholm, bland annat i Rålambshovsparken på Kungsholmen där UN Women Sverige och MeToo Sweden anordnade ett stort firande i samband med Orange Day. Projektet "Fashion Speaks" utvidgar förståelsen av mode som något mer än bara identitetsskapande.
En modevisning, Fashion Speaks – 100 shades of nature, visades 28 augusti 2019 utmed Strandvägens allé och blev ett sätt för Stockholmare att fira systerskap. Eventet producerades i samarbete med Ulrika Skoog Holmgaard. Stockholms inspirerande kvinnor visade en kollektion av en belarusisk modemärke Historia Naturalis. En av deltagare var  Christina Johannesson, Sveriges ambassadör i Belarus sedan 2017.
Christeseva utvecklar sina egna konstnärliga rörelser som sustainidentity, Pinkism och The Sky over.
Ludmila Christeseva är också kuratorn för “My canvas is your stage” - en serie av häpnadsväckande “immersive events” där inkludering och fritt skapande äger rum. I projektet deltar performance konstnärer både med svensk och utländsk bakgrund. Detta projekt föddes under pandemin då konstnärer inte hade möjlighet att visa sina alster för allmänheten. L.Christesevas verksamhet stödjer och främjar kvinnliga entreprenörer inom kreativa industrier. I detta projekt smälter konst, musik, poesi och andra konstformer samman.
Stockholms Stad har erbjudit stöd för en serie av ”Artten immersed: Fikastund för alla” inom ramen för landets kulturella post - pandemiska satsning ”Välkommen tillbaka till kulturen” och Upplev Stockholm.
Sedan kriget mellan Ryssland och Ukraina bröt ut, har Christeseva initierat en global textilrörelse för fred och frihet vid namn "Hantverk som enar, helar och håller". Projektet har visats på offentliga platser runtom i världen: i Turkiet med stöd från Svenska institutet, i USA inom ESKFF-programmet "Artists in Residency" på Mana Contemporary, på Times Square efter inbjudan från den ideella organisationen Razom for Ukraine, på Livrustkammaren vid Kungliga slottet och på Oslo Freedom Forum som organiseras av Human Rights Foundation (HRF) med Garry Kasparov som ordförande. Christesevas konstnärliga och politiska aktivism har kontinuerligt uppmärksammats inom internationell media och konstnärliga forskningar, inklusive genom det WMM-finansierade dokumentärfilmsprojektet "The other side of the Sea" som regisserats av Hsuan Pan Yu (Taiwan/USA) och "In an act of weaving" med Nefeli Oikonomou (Grekland/Sverige). År 2023 grundade L. Christeseva Artten Foundation i syfte att stärka kvinnor och barn över hela världen genom kultur och utbildning. Hennes projekt "Gul & Blå: Hela Sverige flätar" syftar till att ena människor i en interaktiv och kreativ resa gentemot en ljusare framtid, och till att underlätta för ukrainska familjers integration med hjälp av konst och hantverk. Projektet är utformat på nationell nivå och innebär att svenska medborgare och ukrainska flyktingar gemensamt producerar ett textilkonstverk som symboliserar den svenska flaggan. Konstverket är avsett att markera 100-årsjubileet av Stockholms stadshus 2023. Konstverket har visats och producerats på offentliga platser i olika svenska städer, inklusive Stockholm, Visby och Göteborg, samt vid viktiga politiska evenemang som Järvaveckan och Almedalsveckan. Ludmila Christeseva blev 2023 vinnare av utmärkelsen "Impact of the Year" på IHM Impact Awards och var en av de nominerade till Stockholms stads Nelson Mandela-pris 2023.